# Gross Income
Gross Income (englisch für Bruttoeinkommen) bezeichnet bei Werbeagenturen den Netto-Honorarumsatz (Bruttoumsatz = Gross Billings) und setzt sich aus Honoraren und Provisionen zusammen.
Honorare werden vom Kunden der Agentur bezahlt und entlohnen die effektiven Eigenleistungen der Agentur. Dazu gehören z. B. Beratung, Konzeption, Kreation, Umsetzung und Produktionsabwicklung.
Provisionen erzielen die Agenturen u. a. durch Agenturrabatte, die ihnen bei Anzeigenschaltungen in Printmedien (sog. AE) oder beim Einkauf von Druckerzeugnissen gewährt werden. Provisionen sollen nicht an Kunden weitergegeben werden und zählen zum Umsatz der Agentur.
Nicht eingeschlossen im Gross Income sind Umsätze aus Leistungen, welche die Agentur im Auftrag des Kunden einkauft und anschließend an diesen weiterfakturiert. Dies sind beispielsweise Mediakosten (z. B. Anzeigen), Produktionskosten (z. B. Druck von Broschüren) oder EDV-Services.
Zur Berechnung des Gross Income benutzt man folgende einfache Formel:
Gross Billings (= konsolidierter Gesamtumsatz ohne Skonti abzüglich Kundenrabatte und -boni)
abzüglich Fremdkosten netto (= Fremdkosten brutto, konsolidiert, exklusive Skonti abzügl. Lieferantenrabatte und -boni)
= Gross Income (Honorarumsatz)